# عاشقانه بد
«عاشقانهٔ بد» (انگلیسی: Bad Romance) ترانه‌ای از خوانندهٔ آمریکایی لیدی گاگا در سومین آلبوم چندآهنگه (ئی‌پی) او، هیولای شهرت (۲۰۰۹)—نسخۀ مجدد نخستین آلبوم استودیویی او، شهرت (۲۰۰۸)—است. گاگا این ترانه را با ردوان نوشت و تهیه‌کنندگی کرد. به‌دنبال افشای نمونهٔ آزمایشی غیرقانونی، گاگا نسخهٔ نهایی ترانه را نخستین بار طی قسمت پایانی نمایش هفته مد پاریس ۲۰۱۰ از الکساندر مک‌کوئین در اکتبر ۲۰۰۹ به نمایش درآورد و بعداً در همان ماه آن را به‌عنوان تک‌آهنگ آغازین هیولای شهرت منتشر کرد. از لحاظ موسیقایی، «عاشقانهٔ بد» ترانه‌ای الکتروپاپ و دنس پاپ با پُلی گفتاری است. با الهام از تکنو و هاوس آلمانی، این ترانه به‌عنوان اثر پاپ تجربی به وجود آمد. از لحاظ اشعاری، گاگا از پارانویا که او حین برگزاری تور تجربه کرد، الهام گرفت و در مورد مجذوب شدنش به روابط عاشقانهٔ ناسالم نوشت.
«عاشقانهٔ بد» از سوی منتقدان موسیقی برای برگردان، ضرب و هوک آن تحسین شد. تحلیل‌گران گذشته‌نگر آن را بهترین ترانهٔ گاگا نامیدند. این ترانه به صدر جدول بیش از ۲۰ کشور رسید و ۱۲ میلیون نسخه در جهان به فروش رساند و یکی از پرفروش‌ترین تک‌آهنگ‌های تاریخ شد. این ترانه در ایالات متحده به رتبهٔ دوم جدول بیلبورد هات ۱۰۰ رسید و با فروش ۵٫۹ میلیون دانلود دیجیتالی تا سال ۲۰۱۹، از طرف انجمن صنعت ضبط موسیقی آمریکا یازده بار گواهی پلاتین کسب کرد. «عاشقانهٔ بد» برندهٔ جایزهٔ گرمی بهترین اجرای آواز پاپ زن شد و نامش در فهرست‌های سالیانهٔ «بهترین‌های» نشریات رسانه‌ای رولینگ استون و پیچفورک قرار گرفت؛ رولینگ استون آن را یکی ۱۰۰ ترانهٔ برتر قرن بیست و یکم و ۵۰۰ ترانهٔ برتر تاریخ نامید. در یک ژورنال سال ۲۰۱۷ که الگوهای ساختاری در ملودی‌های ترانه‌های کرم گوش را بررسی می‌کند، انجمن روان‌شناسی آمریکا «عاشقانهٔ بد» را جلب‌توجه‌کننده‌ترین ترانهٔ جهان نامید.
موزیک ویدئوی «عاشقانهٔ بد» به کارگردانی فرانسیس لارنس، گاگا را درون یک حمام عمومی فراواقع به تصویر می‌کشد که در آن او توسط سوپرمدل‌ها ربوده و تحت تأثیر مواد مخدر قرار گرفته و برای بردگی جنسی به مافیای روس فروخته می‌شود. این ویدئو هنگامی گاگا مردی که خریدتش را زنده می‌سوزاند، به اتمام می‌رسید. این موزیک ویدئو از سوی منتقدان به‌دلیل سبک مد، طراحی رقص، لباس‌های خاص و نمادگرایی آن مورد تحسین قرار گرفت. این ویدئو در سال ۲۰۱۰ به‌مدتی کوتاهی تبدیل به پربازدیدترین ویدئوی یوتیوب شد و یک رکورد ده نامزدی در جوایز ویدئو موسیقی ام‌تی‌وی کسب کرد که هفت جایزه شامل ویدئوی سال را برنده شد. همچنین این ویدئو جایزهٔ گرمی بهترین موزیک ویدئو را کسب کرد و از طرف بیلبورد بهترین موزیک ویدئوی قرن بیست و یکم نام گرفت. گاگا «عاشقانهٔ بد» را در برنامه‌های تلویزیونی، مراسم‌های اهدای جوایز، تورهای کنسرت و نمایش‌های اقامتی‌اش و نیز در نمایش بین دو نیمه سوپر بول ۵۱ اجرا کرده‌است.